# La Légende de Kaspar Hauser
Pour plus de détails, voir Fiche technique et Distribution.
La Légende de Kaspar Hauser (titre original  : La leggenda di Kaspar Hauser) est un film italien écrit et réalisé par Davide Manuli, présenté le 30 janvier 2012 au Festival international du film de Rotterdam, et sorti en France le 11 septembre 2013.
Le film a pour principaux interprètes Vincent Gallo, Silvia Calderoni et Elisa Sednaoui. 
Avec une bande originale composée par l'artiste Vitalic du label français Citizen Records, le film est un manifeste du cinéma électro. 

## Un peu d'histoire
Kaspar ou Gaspard Hauser est une figure mystérieuse de l'Europe du XIXe siècle : après avoir été trouvé en 1828, titubant dans les rues de Nuremberg, à l'âge de 16 ans. Cet adolescent fait parler de lui et intrigue car il ne parle pas, ne mange pas et revêt des vêtements de noble. Il sera assassiné en 1833 pour des raisons encore inconnues. 
La Légende de Kaspar Hauser de Davide Manuli n'est pas un film historique même si le réalisateur italien s'intéresse à l'aspect énigmatique du personnage de Kaspar Hauser.

## Synopsis
Une île rocailleuse baignée de soleil, époque indéfinie, un ailleurs. Un corps s'échoue sur la plage. C'est celui de Kaspar Hauser, le prince héritier mystérieusement volatilisé à l'enfance. Ce corps réanimé qui refait surface semble avoir perdu l'esprit. Son apparition trouble la routine insulaire. Qui est Kaspar Hauser ? Un souverain, un idiot, un imposteur ? Inquiète, la Grande Duchesse de l'île appelle à la rescousse son amant, Pusher, dealer et tueur à gage. Inconscient de la menace qui pèse sur lui, l'étrange garçon apprend la vie auprès du Shérif...un ancien DJ qui voit en lui le nouveau Messie. 

## Fiche technique
- Titre : La Légende de Kaspar Hauser
- Titre original : La leggenda di Kaspar Hauser
- Réalisation : Davide Manuli
- Scénario : Davide Manuli
- Musique : Vitalic
- Pays d'origine :  Italie
- Producteurs : Alessandro Bonifazi, Davide Manuli, Bruno Tribbioli
- Chef opérateur : Tarek Ben Abdallah
- Montage : Rosella Mocci
- Genre : Western electro
- Durée : 95'

## Distribution
- Vincent Gallo  :	Le Pusher / Le Shérif
- Fabrizio Gifuni  :	Le Prêtre
- Elisa Sednaoui  :	La Voyante
- Silvia Calderoni  :	Kaspar Hauser
- Claudia Gerini  :	La Duchesse
- Marco Lampis  :	Drago

## Bande originale
La musique du film est signée par Vitalic, artiste français reconnu par la scène électro en France et dans le monde entier.